# Vauxhall Gardens

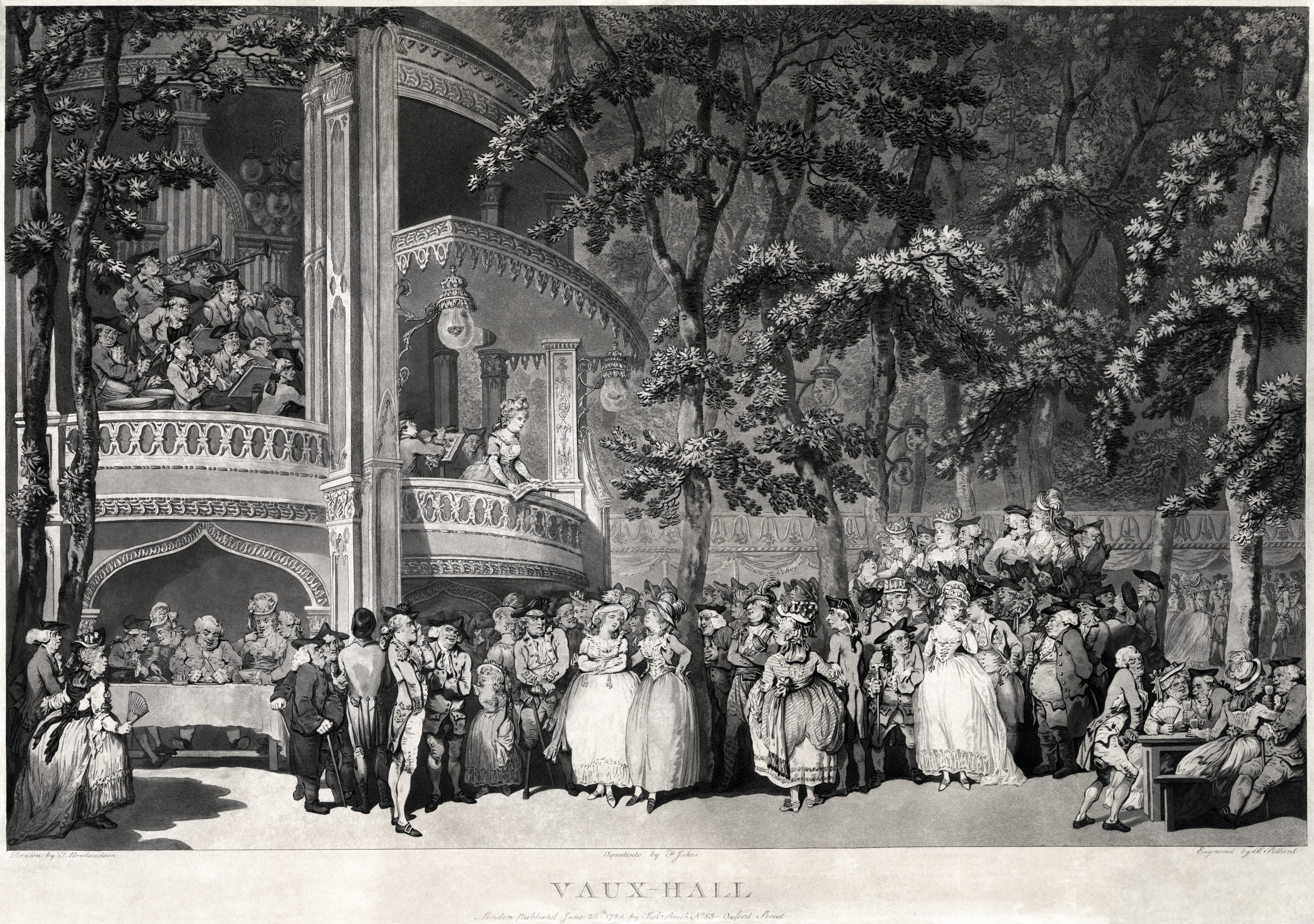
Evenemang i Vauxhall Gardens, illustration av Thomas Rowlandson.

Vauxhall Gardens var en folklig nöjespark i London Borough of Lambeth som senare kommit att namnge stadsdelen Vauxhall. Nöjesparken var i drift cirka 1660–1859.
Namnet Vauxhall kom senare att användas om liknande nöjesetablissemang bland annat i Paris, Köpenhamn, Stockholm och Göteborg.